# Szpaleta
Szpaleta – określenie dla wewnętrznej lub zewnętrznej płaszczyzny okna, która znajduje się wokół ościeżnicy, która łączy ramę okna lub drzwi z powierzchnią ściany. Jest to element widoczny zarówno z wewnątrz, jak i z zewnątrz budynku. 
Szpalety mogą być wykonane z różnych materiałów, takich jak drewno, płyty gipsowo-kartonowe, aluminium czy PVC. Ich główną funkcją jest wykończenie i zabezpieczenie otworów przed uszkodzenia.
Szpaleta pełni zarówno funkcję dekoracyjną, jak i praktyczną, jako jeden z kluczowych elementów konstrukcji okiennej. Dzięki odpowiednio zaprojektowanej szpalecie, można zyskać dodatkową izolację termiczną oraz akustyczną.